# DNP (Band)

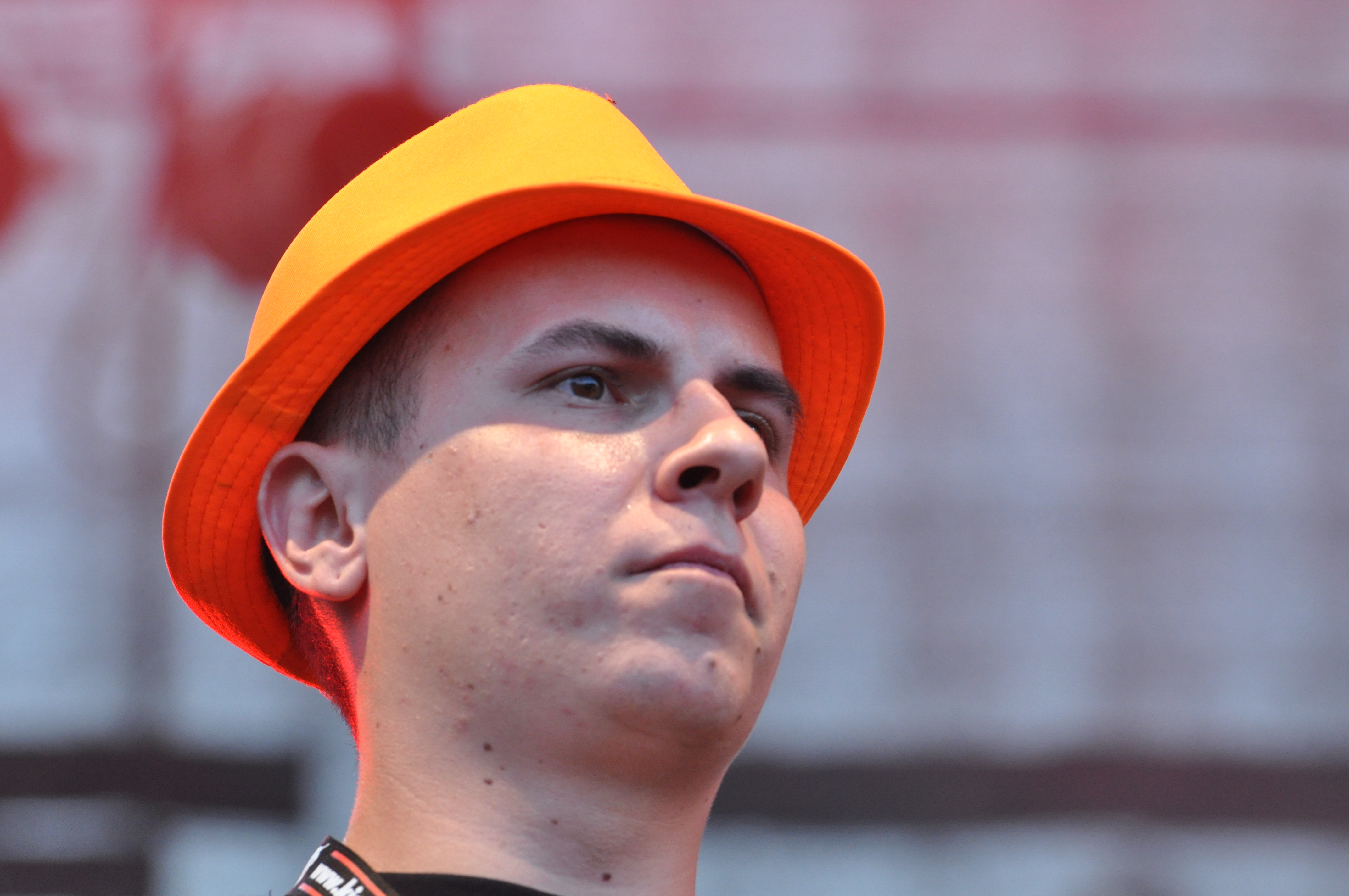
Basti (mit Trailerpark 2013)

DNP (Das neue Prekariat) war eine deutsche Musikgruppe des Genres Rap/Hip-Hop. Die Band war beim Label Trailerpark unter Vertrag. DNP bestand aus dem Rapper Basti (bürgerlich: Sebastian Krug) und dem Sänger und Produzenten Beatmasta aus Berlin. Beatmasta arbeitete zuvor mit K.I.Z zusammen.
Ihre erste Veröffentlichung war 2008 HIV EP. Sie gewannen das MTV Rookie Wochenvoting.
Im Juli 2011 veröffentlichten sie das Album „Bis einer weint“, das von Rough Trade Records vertrieben wird. Damit erreichten sie Platz 85 der deutschen Albumcharts.

## Diskografie

### Album
| Title           | Album Details                                          | Höchstposition |
| Title           | Album Details                                          | DE             |
| --------------- | ------------------------------------------------------ | -------------- |
| Bis einer weint | - Veröffentlichung: 22. Juli 2011 - Label: Trailerpark | 85             |

### Alben
- 2009: Crackstreet Boys (Labelsampler mit Trailerpark)
- 2011: Bis einer weint

### EPs
- 2008: HIV EP

### Sonstiges
- 2008: Ich bin ein Klempner (Freetrack)
- 2008: Danke ihr Hurensöhne (Freetrack)
- 2008: Rap ohne Niveau (Freetrack)
- 2008: EM 2008 (Freetrack)
- 2008: Bass-T fegt den Keller in Amstetten (Freetrack)
- 2009: Pöbeln mit den Atzen (feat. Manny Marc & Smoky) (Freetrack)
- 2010: Aufm Trip (feat. B-Tight, Pimpulsiv, Sudden, Johnzen & Meister Elch) (Freetrack)
- 2010: Deutscher Rap Slum (feat. Pimpulsiv & Sudden) (Freetrack)
- 2010: Pferdepisse (feat. Private Paul) (Hart und direkt)
- 2010: Aufs Maul (feat. Sudden) (Mile of Style EP)

### Features
- 2009: Medien (JAW feat. DNP, Pimpulsiv & Patrick mit Absicht)
- 2010: Wohnwagensiedlung (Pimpulsiv feat. DNP & Sudden) (Hepatitis P)
- 2010: Raus (Pimpulsiv feat. DNP & Sudden) (Hepatitis P)
- 2010: Plastikmenschen (Pimpulsiv feat. DNP) (Hepatitis P)